# Плавтия Ургуланилла
Плавтия Ургуланилла (лат. Plautia Urgulanilla), (ок. 3 до н. э. — после 26) — первая жена Тиберия Клавдия Германика, будущего императора Клавдия.

## Биография
Происходила из патрицианского рода Плавтиев. Была дочерью Марка Плавтия Сильвана, римского военачальника, воевавшего вместе с Тиберием на Балканах, консула 2 до н. э. Мать её звали Ларция. Своё имя получила в честь Ургулании, матери отца, близкой подруги Ливии Друзиллы.
Около 11 года была выдана замуж за Тиберия Клавдия Германика, сына Нерона Клавдия Друза и племянника Тиберия, будущего императора Клавдия. В те годы Клавдий считался умственно неполноценным, поэтому партия была хоть и почетная, но не завидная. По этой причине Клавдий никогда не рассматривался в качестве наследника.
Вскоре после свадьбы у пары родился сын, Клавдий Друз, умерший в отрочестве. Больше у пары долгое время детей не было. Около 26 года Клавдий развелся с Ургуланиллой, обвинив её в измене с вольноотпущенником Ботером.
Вскоре после развода Ургуланилла родила девочку, которая сначала была признана Клавдием, взята в его дом и её начали вскармливать. Однако через несколько дней Клавдий отрекся от неё, приказав положить её на порог дома Ургуланиллы.
Дальнейшая судьба обеих неизвестна.